# 좋은나라 운동본부
《좋은나라 운동본부》는 KBS에서 방송되었던 시사교양 프로그램이다.

## 기획 의도
다양한 사회 문제를 알아보고 해결하는 시사교양 프로그램이다.

## 방송 일정
| 방송 채널 | 방송 기간                          | 방송 시간                            |
| --------- | ---------------------------------- | ------------------------------------ |
| KBS 1TV   | 1999년 9월 10일 ~ 1999년 11월 19일 | 매주 금요일 저녁 7시 35분 ~ 8시 30분 |
| KBS 1TV   | 1999년 11월 26일 ~ 2001년 11월 2일 | 매주 금요일 저녁 7시 35분 ~ 8시 25분 |
| KBS 1TV   | 2001년 11월 9일 ~ 2002년 6월 21일  | 매주 금요일 저녁 7시 30분 ~ 8시 25분 |
| KBS 1TV   | 2002년 7월 5일 ~ 2003년 10월 31일  | 매주 금요일 저녁 7시 30분 ~ 8시 25분 |
| KBS 1TV   | 2002년 6월 28일                    | 금요일 저녁 7시 ~ 7시 50분           |
| KBS 1TV   | 2014년 4월 9일 ~ 2014년 8월 27일   | 매주 수요일 저녁 7시 30분 ~ 8시 25분 |
| KBS 2TV   | 2003년 11월 9일 ~ 2005년 5월 1일   | 매주 일요일 오후 5시 ~ 6시           |
| KBS 2TV   | 2005년 5월 8일 ~ 2006년 3월 26일   | 매주 일요일 오후 4시 55분 ~ 5시 55분 |
| KBS 2TV   | 2006년 4월 2일 ~ 2006년 11월 19일  | 매주 일요일 오후 4시 45분 ~ 5시 50분 |
| KBS 2TV   | 2006년 11월 24일 ~ 2008년 3월 28일 | 매주 금요일 밤 8시 55분 ~ 9시 55분   |
| KBS 2TV   | 2008년 4월 2일 ~ 2008년 11월 12일  | 매주 수요일 밤 8시 55분 ~ 9시 55분   |

## 역대 코너소개
- 이런 법이 어디 있어요?
- 리얼 상황! 당신이 감동입니다
- 줌 인 사각지대
- 베스트 친절시민을 찾아라
- 월드컵 숨은주역을 찾아라
- 세계 최고를 가다
- 희망선언 파랑새는 있다
- 한일 전격대결
- 최재원의 양심추적
- 국민제안 미소로 인사합시다
- 최재원의 2002년의 선택 담배로부터의 해방
- PRIDE OF ASIA
- 박수림의 전격 가정방문
- 박수림의 전격방문
- 박수림의 옐로우카드
- 박준형의 182
- 박준형의 반칙왕
- 자세교정 프로젝트 환골탈태
- 윤정수의 양심추적
- 최송현의 고속도로 순찰대
- 이선영의 고속도로 순찰대
- 조우종의 식권사수

## 진행자
| 진행자                             | 진행 기간                          |
| ---------------------------------- | ---------------------------------- |
| 임백천 최재원 미즈노 슌페이 최불암 | 1999년 9월 10일 ~ 2002년 10월 25일 |
| 임백천 최재원 김경란 최불암        | 2002년 11월 1일 ~ 2003년 10월 31일 |
| 황정민 최불암 박준형 송은이 최재원 | 2003년 11월 9일 ~ 2004년 7월 11일  |
| 황정민 최불암 박준형 최재원        | 2004년 7월 18일 ~ 2004년 10월 31일 |
| 황정민 최불암 김경식 최재원        | 2004년 11월 7일 ~ 2006년 3월 26일  |
| 표인봉 이정민 윤정수 최불암        | 2006년 4월 2일 ~ 2006년 11월 19일  |
| 박수홍 김기만 이정민 윤정수 최불암 | 2006년 11월 24일 ~ 2007년 4월 27일 |
| 박수홍 김기만 이지애 윤정수 최불암 | 2007년 5월 4일 ~ 2007년 6월 15일   |
| 박수홍 김기만 이지애 최불암        | 2007년 6월 22일                    |
| 박수홍 김기만 이지애 김구라 최불암 | 2007년 7월 6일                     |
| 박수홍 김기만 이지애 조영구 최불암 | 2007년 7월 13일 ~ 2008년 3월 28일  |
| 최재원 조우종 최송현               | 2008년 4월 2일 ~ 2008년 6월 4일    |
| 최재원 조우종 이선영               | 2008년 6월 11일 ~ 2008년 11월 12일 |
| 가애란 윤형빈 유상무               | 2014년 4월 9일 ~ 2014년 8월 27일   |

## 같이 보기
- 대한민국 행복발전소